# Eublemmistis
Eublemmistis là một chi bướm đêm thuộc họ Noctuidae.